# Funkční fixace
Funkční fixace je kognitivní zkreslení (bias), které nám říká, že každý předmět má svou specifickou funkci, ke které slouží (např. šroubovák slouží ke šroubování, krabička k uchování předmětů). Pojem jako první definoval roku 1945 psycholog Karl Duncker. K překonávání funkční fixace slouží kreativita. Koncept funkční fixace spadá do gestalt psychologie.

## Vznik funkční fixace
Duncker tvrdil, že funkční fixace vzniká opakováním určitých užití předmětů. Chápat, k čemu jednotlivé předměty slouží, se učíme už od dětství. Tím, že jsme znovu a znovu konfrontováni se specifickým užitím, vzniká fixace, která může bránit vidět jiná využití předmětu. Některé výzkumy nabádají, že funkční fixace začínají fungovat u 6-7letých dětí. Pětileté děti ale dokážou této fixaci odolávat a například v problému se svíčkou (viz níže) si vedou prokazatelně lépe. Mimoto výzkumy také opakovaně potvrzují, že děti z méně technicky rozvinutých kultur a studenti, kteří hodně cestují, mají méně funkčních fixací.

## Funkční fixace a kreativita
Tvořivost (kreativita) je proces produktivního myšlení. Abychom mohli produktivně myslet, často musíme funkční fixaci překonávat.
Řešení překonávající funkční fixaci považujeme za zajímavá a neotřelá. Např. oblíbený seriál MacGyver definoval slangový výraz "zmacgyverovat problém" (v češtině nepoužíváme). Hlavní hrdina seriálu je proslulý tím, že přichází s novými řešeními krizových situací, např. použije čokoládovou tyčinku k zastavení proudu kyseliny, příp. deaktivuje bombu kancelářskou sponkou.

## Příklady experimentů demonstrujících funkční fixaci
Duncker provedl hned několik experimentů, které ukazují funkční fixaci.

### Problém se svíčkou
Experiment se svíčkou patří k nejznámějším experimentům demonstrujícím funkční fixaci. Úkolem participantů je připevnit svíčku (nebo svíčky) na zeď, údajně kvůli realizaci zrakového experimentu. Mají k dispozici připínáčky, lepenkové krabičky, kancelářské sponky, svíčky a tužky. V experimentu jsou dvě podmínky:
- Připínáčky jsou mimo lepenkové krabičky. V tomto případě se participanti rychle dovtípí, že lze připevnit lepenkové krabičky na zeď a svíčky umístit do nich.
- Připínáčky jsou v lepenkových krabičkách. V tomto designu je úspěšnost pouze poloviční. Funkční fixací je v tomto případě přesvědčení, že krabičky slouží k uchovávání připínáčků.[4]

### Experiment s radioaktivním zářením
Duncker vyzval skupinu studentů, aby přišli s nejlepší způsobem, jak ozařovat nádor v břiše pacienta. Správné řešení spočívalo v tom, že tumor bude ozařován z několika stran slabšími paprsky. Vymezil dvě experimentální podmínky:
- První skupině ukázal před řešením kresbu elipsy, do které směřovala šipka. v tomto případě našlo správné řešení 9 % studentů.
- Druhá skupina započala řešit úkol bez jakékoli indicie. V tomto případě našlo správné řešení 37 % studentů.

Dunckner komentuje, že v první experimentální podmínce došlo k vytvoření funkční fixace.

### Dva provázky
V tomto experimentu je subjekt zaveden do místnosti, kde visí ze stropu dva provázky. Subjekt je vyzván, aby oba provázky svázal. Jakmile ovšem jeden uchopí a zatáhne, druhý se zkrátí. Řešením je využití kleští, které jsou k dispozici na stole. Očekává se, že je proband přiváže na jeden konec provázku, rozhoupe a chytí v momentě, kdy jsou mu nejblíže. To umožní oba provázky svázat.

## Vliv tréninku na funkční fixaci
Výzkumy potvrzují, že cílený trénink může mít za následek snížení vlivu funkční fixace. Nejenom, že trénovaní respondenti odpovídají rychleji, ale jejich odpovědi jsou také kreativnější a bohatější.
Poslední dobou vzniká řada technik a pomůcek, jak překonat stereotypní myšlení a přicházet s novými nápady na řešení problémů (u složitějších problémů se může jednat např. o myšlenkové klobouky, brainstorming, brainwriting a mnohé další).